# Дом Канта
Музей Иммануила Канта Дом Пастора — здание в посёлке Весёловка (бывший Юдшен нем. Judtschen до 1938, Кантхаузен 1938—1946 нем. Kanthausen), построенное предположительно в конце XIX — начале XX века на месте дома пастора Д. Э. Андерша. В том доме пастора три года с 1747 по 1751 год жил и работал домашним учителем немецкий философ Иммануил Кант. Именно в это время, в 1747—1755 годы, он разработал и опубликовал свою космогоническую гипотезу происхождения Солнечной системы из первоначальной туманности. Дом пастора в Юдшене был не единственным местом, куда Кант выезжал из родного Кёнигсберга.
Его собственником является ГАУ КО "Кафедральный собор" и находящийся в нём Музей Канта. 16 августа 2018 года был открыт после реставрации.

## История
Дом был построен в конце XVII века, в середине XVIII века он был перестроен в дом пастора Даниэля Эрнста Андерша (нем. Daniel Ernst Andersch, 1701—1771).

## Современность
В апреле 2013 года президент России Владимир Путин на встрече со студентами Балтийского федерального университета им. И. Канта поручил проработать вопрос о том, что Иммануил Кант должен стать символом Калининградской области.
В марте 2014 года по просьбе «НПЦ по охране памятников» была разработана концепция создания музейно-творческого комплекса.
В июне 2015 года служба государственной охраны объектов культурного наследия Калининградской области включила дом пастора с флигелями и садом в единый государственный реестр объектов культурного наследия (памятников истории и культуры) народов Российской Федерации в качестве объекта культурного наследия регионального значения «Усадьба пастора прихода Юдшен, связанная с жизнью и деятельностью философа Иммануила Канта, XVIII—XIX вв.».
В августе 2016 года сообщалось, что из резервного фонда Президента РФ будет выделено 46,3 млн рублей на реставрацию памятника.
В марте 2017 года начались реставрационные работы, фасад здания полностью восстановлен, кровля и прогнившие потолочные балки заменены, на места встали рухнувшие перекрытия. «У нас есть предметы городской археологии 18-19 веков, которые хоть и не из этой местности, они найдены на территории Калининграда, но все равно они могут воссоздавать эпоху и в этом здании. Будет и фотовыставка, посвящённая посёлку Юдшен. Также мы сотрудничаем с обществом друзей Канта, которые готовы нам из Германии прислать копии исторических документов, еще какие-то материалы, которые также войдут в экспозицию. Она будет рассказывать о молодом Канте, который здесь когда-то здесь жил и обучал пасторских детей», — отметил замдиректора областного Историко-художественного музея Анатолий Валуев.. Реставраторами были сохранены интерьер дома, включая лестницу, двери, печи. Была восстановлена коптильня на втором этаже здания, осушён затопленный подвал, являющийся наиболее древней частью постройки. Открытие дома после реставрации состоялось 16 августа 2018 года.